# Jade Empire
Jade Empire é um RPG de acção desenvolvido pela empresa canadense BioWare, publicada em Abril de 2005, na América do Norte pela Microsoft Games para a Xbox, sendo que a distribuição a nível mundial começou pouco depois. Foi mais tarde anunciada o desenvolvimento do título para PC, também pela BioWare, mas com publicação da 2K. Esta versão foi lançada a 27 de Fevereiro de 2007 na América do Norte

## Recepção
O site IGN incluiu o jogo na posição de número 71 no ranking dos "100 melhores RPGs de todos os tempos" (Top 100 RPGs of All Time).